# The Drowners (Suede)
The Drowners är det brittiska popbandet Suedes debutsingel, utgiven den 11 maj 1992. Den nådde plats 49 på brittiska singellistan. Låten är skriven av bandets sångare Brett Anderson och gitarristen Bernard Butler.